# Charles Baudelaire
Charles Baudelaire (Párizs, 1821. április 9. – Párizs, 1867. augusztus 31.) francia költő és művészeti esszéíró-kritikus, a világirodalom egyik jelentős alakja.

## Élete
Művészeti érdeklődésű apja, a szerző hatéves korában meghalt. Édesanyja férjhez ment egy Aupick nevű diplomata-katonatiszthez, akit az ifjú Baudelaire gyűlölt. Ez is oka volt annak, hogy 1841-ben hosszabb keleti utazásra indult. Hazatérése után ismerkedett meg a nagyvilági, fél-prostituált, mulatt színésznővel, Jeanne Duvallal, aki számtalan versének múzsája lett.
Lapot szerkesztett az 1848. februári forradalom idején, kritikai kötete jelent meg. A társadalmi haladás eszméjéből később hamar kiábrándult. Az ötvenes évek elején ismerkedett meg a kor híres-hírhedt irodalmi szalonját vezető Madame Sabatier-vel, akihez több versét írta, s akinek az alakja felismerhető Flaubert Érzelmek iskolája című korrajz-remekművében.
A Romlás virágai (Les Fleurs du mal) című 1857-ben könyvbe gyűjtve megjelent verseiért az ügyészség „istenkáromlás” és „erkölcsgyalázás” vádjával perbe fogta (egyidőben Flaubert perbefogásával a Bovaryné miatt). Flaubert-t felmentették, Baudelaire-t azonban könyve megcsonkítására kényszerítették. A költő alkohol- és ópium-mámorba menekült, a vérbajt is elkapta. A romlás virágainak második, bővített kiadása (1861) után Baudelaire a fiatal költők és irodalmárok művészi példaadója lett, a modern költészet legnagyobbjaként tekintenek rá. Próza-költeményei (Le Spleen de Paris) és a romantikával foglalkozó esztétikai írásai befolyásolták több írónemzedék nézeteit. A dekadens életérzés irodalmi megszólaltatója, a szimbolista költészet jelentős alakja, egyszersmind a szecesszió előfutára. Ő ismertette meg művészi rokonának, Edgar Allan Poe-nak műveit a francia olvasókkal. A legnagyobb hatást Rimbaud-ra és Verlaine-re, valamint Mallarmé már az ő elképzelésein is túlmutató költészetére tette.
Több előadóutat, költői estet tartott Belgiumban. (Itt került kapcsolatba Félicien Rops belga festővel, aki később A Romlás virágait illusztrálta.) Nem volt igazi sikere, dühöngve fogadta sikertelenségét. Az 1865-ben Brüsszelbe költözött Victor Hugo gyakori vendége lett. Belgiumban érte az agyvérzés. Párizsba szállították, itt haláláig magatehetetlen roncsként vegetált.

## Művei
- A romlás virágai (Les fleurs du mal) (1857)
- Kapcsolatok (1857)
- Az utazás (1859)
- Az albatrosz (1859)
- A mesterséges mennyországok (1860)
- A fájó Párizs (Le Spleen de Paris) (1869)
- Les Épaves, válogatás a Franciaországban betiltott Romlás virágaiból, belgiumi kiadás, Félicien Rops illusztrációival
- L'Art romantique (1867)
- Petits poèmes en prose (1869)
- Journaux intimes (1891)
- Útrahívás (Invitation au voyage)
- Műveinek legbővebb magyar nyelvű kiadása: Baudelaire válogatott művei. Bp., Európa, 1964, vál. és szerk.: Réz Pál

## Hatása
Költészetét, köteteit botrányok és támadások kísérték. A Romlás virágai harmadik kiadásához (csak halála után jelent meg) szánt előszóban így ír: „Nem asszonyaimnak, lányaimnak vagy nővéreimnek írtam ezt a könyvet; nem is a szomszédom asszonyainak, lányainak vagy nővéreinek. Azokra hagyom ezt a föladatot, akiknek érdekük: összetéveszteni a jó tetteket a szép szavakkal. Tudom, hogy a szép styl szenvedélyes szerelmese kiteszi magát a sokaság gyűlöletének; de semmiféle emberi tekintet, semmi álszemérem, semmi pajtáskodás, semmi közvélemény nem kényszeríthet rá, hogy e század páratlan tolvajnyelvén szóljak, vagy összekeverjem a tintát az erénnyel." (Szabó Lőrinc fordítása).
Baudelaire nagy hatással volt a modern magyar irodalom fejlődésére. Már a 19. század végén fordították, de igazán a Nyugat klasszikus „első nemzedéke” honosította meg a nagyközönség számára. Ady többször írt róla, egyik korai fordítója Kosztolányi volt. Főművének címét eleinte „A Rossz virágaiként” fordították, így György Oszkár és Térey Sándor 1922-es fordításkötetükben. 1923-ban jelent meg A Romlás virágainak teljes kiadása, Babits Mihály, Tóth Árpád és Szabó Lőrinc műfordításaival. Ennek harmadik, bővített kiadásához (Révai Könyvkiadó, 1943) Szabó Lőrinc átdolgozta saját régebbi fordításait. Ehhez a kiadáshoz írta nagy Baudelaire-tanulmányát is. A későbbi nemzedék tagjai közül leginkább Kálnoky László fiatalkori költészetén érezhető Baudelaire hatása. A Romlás virágai új, teljes fordítását a közelmúltban Tornai József készítette el.

## Magyarul

### 1944-ig
- A rossz virágai; ford. György Oszkár; Tevan, Békéscsaba, 1917
- Költemények prózában; ford. Braun Margit; Világirodalom, Bp., 192? (A világirodalom gyöngyei)
- Kis költemények prózában. Az eredeti szöveg és hű magyar fordítása; ford. G. Szabó Lőrinc, átnézte Babits Mihály; Lantos, Bp., 1920 (Kétnyelvű klasszikus könyvtár)
- Versek a "Les fleurs du mal"-ból; ford. Franyó Zoltán; Hellas, Wien, 1921
- Versek a Fleurs du mal-ból; ford., bev. Térey Sándor; Athenaeum Ny., Bp., 1923
- Romlás virágai; ford. Babits Mihály, Szabó Lőrinc, Tóth Árpád; Genius, Bp., 1923 (Nagy írók – nagy írások)
- Versek; ford. Szily Ernő; Poezis, Bp., 1943
- A romlás virágai; ford. Babits Mihály, Szabó Lőrinc, Tóth Árpád, a végleges magyar kiadást jegyzetekkel sajtó alá rendezte Szabó Lőrinc; Révai, Bp., 1944

### 1945 után
- Charles Baudelaire válogatott művészeti írásai; vál., ford., bev., jegyz. Csorba Géza; Képzőművészeti Alap, Bp., 1964 (A művészettörténet forrásai)
- Charles Baudelaire válogatott művei / Théophile Gautier: Charles Baudelaire; összeáll., jegyz. Szabó Lőrinc, Réz Pál, ford. Babits Mihály et al., szerk. Réz Pál; Európa, Bp., 1964
- Művészeti kuriózumok; vál., bev., jegyz. Julien Cain, ford. Csorba Géza; Corvina, Bp., 1988 (Művészet és elmélet)
- A mesterséges mennyországok; ford. Hárs Ernő; Gondolat, Bp., 1990
- A Rossz virágai; ford., bev. Tornai József, tan. Sujtó László: A kötet története; Tevan, Békéscsaba, 1991
- Versek. Baudelaire, Verlaine és Rimbaud; vál., szerk., jegyz. Pór Judit, ford. Ady Endre et al.; Európa, Bp., 1995 (Európa diákkönyvtár)
- Éjszakai varázs; vál., ill. Szécsi Magda, szerk. D. Kovács Júlia, ford. Szabó Lőrinc et al.; Magister '93, Bp., 1997
- Richard Wagner: Egy német muzsikus Párizsban; ford. Cserna Andor / Charles Baudelaire: Richard Wagner és a Tannhäuser Párizsban; ford. Lenkei Júlia; Kávé, Bp., 2001
- A Rossz virágai; ford., bev. Tornai József, tan. Sujtó László: A kötet története; 2. jav. kiad.; Kráter, Pomáz, 2007
- Az utazás. Charles Baudelaire válogatott versei Kántás Balázs fordításában és átköltésében; Cédrus Művészeti Alapítvány–Napkút, Bp., 2009
- A mesterséges mennyországok; ford. Hárs Ernő, átdolg., utószó Takács M. József; Cartaphilus, Bp., 2010 (Cartaphilus illusztrált klasszikusok)

## Szakirodalom
- Jean-Paul Sartre: Baudelaire
- Murányi Győző: Az elátkozott
- Gera György: Baudelaire (1968)
- Gyergyai Albert több nagy tanulmánya
- Lengyel Katalin: Baudelaire magyar kritikusai és fordítói; szerzői, Bp., 1937 (A Francia Intézet értekezései)
- Somos Jenő: Baudelaire és az új magyar líra; szerzői, Pécs, 1938
- Kozocsa Sándor: Baudelaire Magyarországon; bev. Gáldi László; ELTE, Bp., 1969 (Bibliográfiák ELTE BTK Francia Nyelv és Irodalom Tanszék)
- Réz Pál: Baudelaire (Gondolat kiadó, Írók világa sorozat, Bp., 1972)
- Théophile Gautier: Baudelaire; ford. Tóth Árpád; Palatinus, Bp., 1997 (ról-ről)
- Michel Butor: Különös történet. Esszé Baudelaire egyik álmáról; ford. Lóránt Zsuzsa; Alexandra, Pécs, 2008 (Szignatúra könyvek)